# SMK Östgöta
SMK Östgöta motorklubb i Norrköping bildades 1917. Arne "Vargfar" Bergström var ledare och ordförande under många år. Jan O (Snickarn) Gustavsson startade dagträffarna för pensionerade f.d. förare och funktionärer.
En hårt arbetande funktionär som också bör nämnas är Leif Edman.
SMK Östgöta tävlade till 2009 i rally, folkrace, gokart, enduro, motocross och speedway. Speedwaylaget heter Vargarna.
År 2010 blev sektionerna nya föreningar, varvid Östgöta Bilsportförening och SMK Östgöta MC-förening (2009-08-08) bildades.

## Förare
- Varg-Olle Nygren
- Jason Crump
- Dan Forsberg
- Anders Gustavsson
- Björn Knutsson
- Anders Thunborg
- Rolf Sundberg
- Ronni Pedersen
- Nicki Pedersen
- Micke Blixt
- Torsten Sahlin